# Jardín de San Julián
Jardín de San Julián es un lugar designado por el censo ubicado en el condado de Starr en el estado estadounidense de Texas. En el Censo de 2010 tenía una población de 22 habitantes y una densidad poblacional de 530,89 personas por km².

## Geografía
Jardín de San Julián se encuentra ubicado en las coordenadas 26°31′31″N 99°6′00″O / 26.52528, -99.10000. Según la Oficina del Censo de los Estados Unidos, Jardín de San Julián tiene una superficie total de 0.04 km², de la cual 0.04 km² corresponden a tierra firme y (0%) 0 km² es agua.

## Demografía
Según el censo de 2010, había 22 personas residiendo en Jardín de San Julián. La densidad de población era de 530,89 hab./km². De los 22 habitantes, Jardín de San Julián estaba compuesto por el 100% blancos, el 0% eran afroamericanos, el 0% eran amerindios, el 0% eran asiáticos, el 0% eran isleños del Pacífico, el 0% eran de otras razas y el 0% pertenecían a dos o más razas. Del total de la población el 100% eran hispanos o latinos de cualquier raza.